# タスマ
タスマ（ロシア語: Тасма ）は、モノクロフィルムを中心としたフィルム製品の製造販売を行なうロシアの企業であり、ブランド名である。GOST規格およびISO規格認定済み。映画用フィルムのほか、エアロフィルム、ホログラフィックフィルム、X線フィルム、防曇フィルム、感熱フィルム、マイクロフィルム、グラフィックアーツフィルム、および粘着テープや純水の製造を扱う。所在地はロシア連邦タタールスタン共和国の首都カザンである。現在の正式社名はタスマホールディング株式会社（英語: Tasma Holding Company）である。

## 略歴
- 1933年 - 「第八フィルム工場」として創立
- 1935年 - 初めてのフィルムの試作品が完成
- 1936年 - 映画用フィルムの最初の製品
- 1941年 - エアロフィルムの最初の製品
- 1942年 - 防曇フィルムの製造
- 1948年 - 出版のためのグラフィックアーツフィルムの最初の製品
- 1949年 - 工業的X線フィルムの最初の製品
- 1950年 - カラーフィルムの試作
- 1974年 - 「タタール感光材料」を略し「タスマ」と名乗る
- 1992年 - 法人化および民営化
- 2009年 - 経営会社の再組織化

## 概要
ソビエト連邦時代の1933年に第八フィルム工場（ロシア語: Фабрики Киноплёнки №8 ）として創業する。現在の商号「タスマ」は、「タタール感光材料」（ロシア語: Татарские светочувствительные материалы）の略称として、1974年に正式名称となったものである。
工場成立とともにフィルムの試作を開始、1935年にフィルムの試作品が完成、翌1936年には製品化に成功し、映画用フィルムとしてソビエトの映画製作に投入された。第二次世界大戦が始まる1941年にはエアロフィルムの最初の製品が生み出され、1942年には防曇フィルムの製造を開始する。大戦中、同工場のみが操業をつづけ、全ソビエトにおける軍用感光材料を供給した。この功労により、1944年赤旗労働勲章を受けている。
大戦後は、文化や医療のための近代的製品にとりくみ、1948年には出版のためのグラフィックアーツフィルムの最初の製品が生み出され、1949年からは工業的X線フィルムの製造を開始した。
同工場は、КН-1（KN-1）, КН-3（KN-2）, КН-3（KN-3）という白黒ネガフィルムを製造し、ロシア国内の写真家だけでなく、その16mmフィルム、35mmフィルム、70mmフィルムは、国外の映画の撮影監督に愛用された。
1950年に行なったカラーフィルムの試作以来カラーフィルムの生産ラインを持っていたが、鉄のカーテンの終焉にしたがって生産終了となった。ソビエト連邦の崩壊後の1992年に法人化および民営化が行われ、初めて「私企業」となった。
2009年には経営会社の再組織化が行われ、経営事業体、科学生産事業体、営業貿易事業体の3つの構造を持つようになった。

## おもな製品一覧
写真用フィルム

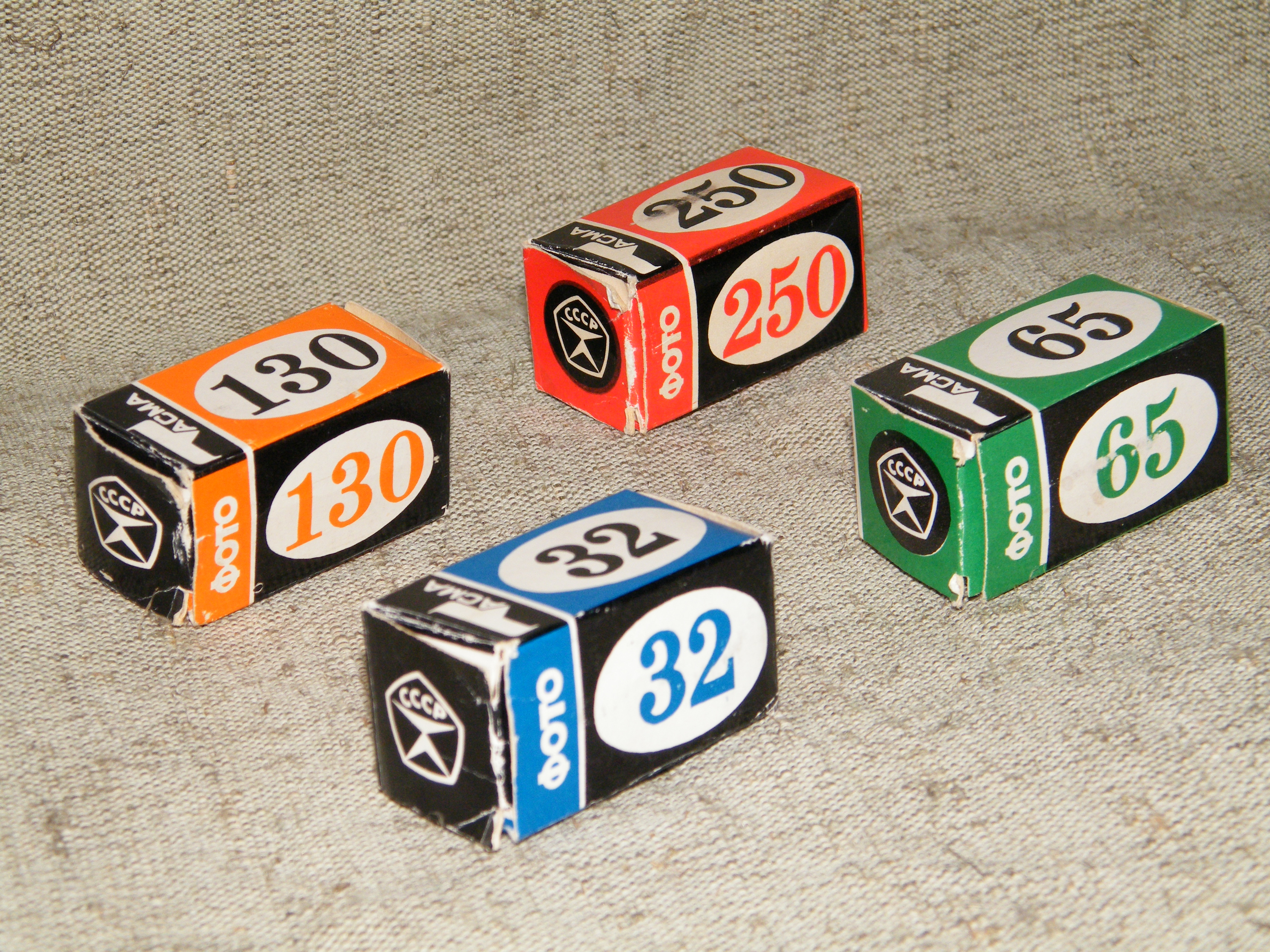
写真用の白黒ネガフィルム（いずれも生産終了）。

- Фото-32　（Foto-32） - ISO 40, 白黒ネガフィルム
- Фото-65　（Foto-65） - ISO 350, 白黒ネガフィルム
- Фото-130　（Foto-130） - ISO 80, 白黒ネガフィルム
- Фото-250　（Foto-250） - ISO 250, 白黒ネガフィルム

映画用フィルム
- А-2　（A-2） - ISO 350、航空写真用および光学記録用
- А2-МТ　（A2-MT） - ISO 300、航空写真用および光学記録装置用
- КН-1　（KN-1） - ISO 12、鉄道調査用および太陽光撮影用
- КН-2　（KN-2） - ISO 32、鉄道調査用および太陽光撮影用
- КН-3　（KN-3） - ISO 100、鉄道調査用および太陽光撮影用
- НК-1　（NK-1） - ISO 32、光量の多いロケーション撮影用
- НК-2　（NK-2） - ISO 100、光量の多いロケーション撮影用
- НК-3　（NK-3） - ISO 250、光量の多いロケーション撮影用